# Alisalia antennalis
Alisalia antennalis är en skalbaggsart som beskrevs av Thomas Casey 1911. Alisalia antennalis ingår i släktet Alisalia och familjen kortvingar. Inga underarter finns listade i Catalogue of Life.